# Хань Марія Степанівна
Марія Степанівна Хань (1933, тепер Тернопільський район Тернопільської області — ?) — українська радянська діячка, новатор сільськогосподарського виробництва, ланкова колгоспу імені Мічуріна Козівського району Тернопільської області. Депутат Верховної Ради УРСР 5-го скликання.

## Біографія
Народилася в бідній селянській родині.
З 1951 року — ланкова колгоспу імені Ворошилова (потім — імені Мічуріна) села Теофіпілка Козівського району Тернопільської області. Вирощувала високі врожаї цукрових буряків. У 1958 році зібрала 821 центнер буряків із кожного гектара.
Потім — на пенсії в селі Теофіпілка Козівського району Тернопільської області

## Нагороди
- орден Леніна (26.02.1958)
- медалі